# Acronicta kargalika
Acronicta kargalika är en fjärilsart som beskrevs av Moore 1878. Acronicta kargalika ingår i släktet Acronicta och familjen nattflyn. Inga underarter finns listade i Catalogue of Life.